# David Pla Martín
David Pla Martín (Pamplona, 1975) és un advocat, activista i polític basc, exmembre de l'organització armada Euskadi Ta Askatasuna (ETA) de qui en va ser un dels tres portaveus que van llegir el comunicat de gener de 2011 en el qual ETA declarava el seu alto el foc «permanent, general i verificable», i el comunicat d'octubre de 2011 pel qual aquesta organització declarava el cessament definitiu de l'activitat armada. Més endavant, va ser detingut a Baigorri el 22 de setembre de 2015, juntament amb Iratxe Sorzabal.

## Trajectòria
David Pla és considerat un dels membres destacats de l'aparell polític d'ETA i se li atribueix la prefectura de les estructures de l'organització per a donar suport als seus presos. Va ser dirigent de l'organització juvenil Jarrai en la dècada del 1990, il·legalitzada el 2007 per considerar-se que formava part de l'«entorn d'ETA». Es va presentar com a candidat d'Herri Batasuna a l'ajuntament de Pamplona en les eleccions municipals de 1995, sense resultar elegit.
Va ser detingut l'any 2000 acusat de pertinença a ETA i d'integrar el «comando Aragó» amb el qual es pretenia atemptar contra l'alcalde de Saragossa, José Atarés. Finalment va ser condemnat a sis anys de presó per integració en banda armada. Posat en llibertat el 2006, fou de nou detingut l'abril de 2010 a l'Estat francès, com a conseqüència de diverses actuacions policials contra l'estructura de suport als presos d'ETA i al denominat «col·lectiu d'advocats d'ETA» (Halboka), però va ser posat en llibertat per les autoritats judicials franceses en considerar que no hi havia proves de càrrec suficients.
Les autoritats policials espanyoles van assenyalar llavors que Pla, tenia «un paper important dins de l'estructura política dels terroristes, quant a les seves possibilitats de relacionar-se amb les organitzacions del seu entorn». El 22 de setembre de 2015 va ser detingut al costat d'Iratxe Sorzabal.
El 18 d'abril de 2019, Pla va sortir en llibertat després d'abandonar la presó d'Osny i haver complert la condemna de cinc anys imposada pel Tribunal Correccional de París arran de la detenció de 2015.